# Aloe soutpansbergensis
Aloe soutpansbergensis ist eine Pflanzenart der Gattung der Aloen in der Unterfamilie der Affodillgewächse (Asphodeloideae). Das Artepitheton soutpansbergensis verweist auf das Vorkommen der Art auf dem Soutpansberg in Südafrika.

## Beschreibung

### Vegetative Merkmale
Aloe soutpansbergensis wächst stammbildend, ist einfach oder sprosst und bildet dann kleine Gruppen. Die Wurzeln sind fleischig. Der Triebe erreichen eine Länge von bis zu 5 Zentimeter und sind 0,8 Zentimeter dick. Die etwa sieben linealischen Laubblätter sind anfangs zweizeilig an den Trieben angeordnet und bilden später eine Rosette. Die grüne Blattspreite ist etwa 25 Zentimeter lang und 1 Zentimeter breit. Auf ihr befinden sich wenige undeutliche weiße Flecken. Die Blattunterseite ist vor allem nahe der Basis stärker gefleckt. Die durchscheinenden Zähne am schmalen, durchscheinenden, knorpeligen Blattrand sind 0,5 Millimeter lang und stehen etwa 3 bis 4 Millimeter voneinander entfernt.

### Blütenstände und Blüten
Der einfache Blütenstand erreicht eine Länge von 10 bis 25 Zentimeter. Die lockeren Trauben sind fast kopfig. Die lanzettlich spitz zulaufenden Brakteen weisen eine Länge von etwa 17 Millimeter auf und sind 10 Millimeter breit. Die aprikosenfarbenen Blüten stehen an etwa 25 Millimeter langen Blütenstielen. Sie sind etwa 27 Millimeter lang und an ihrer Basis gestutzt. Auf Höhe des Fruchtknotens weisen die Blüten einen Durchmesser von 7 Millimeter auf. Darüber sind sie leicht verengt. Ihre äußeren Perigonblätter sind nicht miteinander verwachsen. Die Staubblätter und der Griffel ragen kaum aus der Blüte heraus.

## Systematik und Verbreitung
Aloe soutpansbergensis ist in der südafrikanischen Provinz Limpopo zwischen Moos und schattigen Felsen auf steilen Hängen in Höhen von etwa 1500 Metern verbreitet.
Die Erstbeschreibung durch Inez Clare Verdoorn wurde 1962 veröffentlicht.

## Nachweise